# Titanic (film, 1943)
Vous lisez un « bon article » labellisé en 2010.
Pour les articles homonymes, voir Titanic (homonymie).
Pour plus de détails, voir Fiche technique et Distribution.
Titanic est un film allemand réalisé par Herbert Selpin et Werner Klingler sorti en 1943.
Ce film de propagande, voulu par Joseph Goebbels, met en scène le naufrage du Titanic, paquebot transatlantique britannique ayant heurté un iceberg en avril 1912. Derrière la tragédie, le film vise à condamner la cupidité des propriétaires britanniques du navire à travers le personnage de Joseph Bruce Ismay qui n'hésite pas à lancer son navire à toute vitesse dans l'océan Atlantique au mépris de la sécurité. À l'inverse, le lieutenant Petersen, officier allemand, s'oppose à ces méthodes et sauve le propriétaire du navire dans le but de lui faire payer ses crimes devant la justice.
D'abord réalisé par Herbert Selpin, le film est terminé par Werner Klingler après le suicide du premier, arrêté pour avoir critiqué la Wehrmacht. Il ne sort cependant pas en Allemagne, Joseph Goebbels craignant qu'un film catastrophe puisse démoraliser la population, subissant alors les bombardements de la Royal Air Force. Il sort en revanche à Paris. Le film est diffusé en République fédérale allemande en décembre 1949, mais est retiré six semaines plus tard à la suite des protestations des autorités d'occupation britanniques. Il reste toutefois utilisé en République démocratique allemande, où son message anticapitaliste et anglophobe lui fait rencontrer un franc succès.
Le film, très contesté sur le plan historique, s'est pourtant vu reconnaître par d'autres côtés. Ainsi, les plans de scènes de panique ont été repris dans le film Atlantique, latitude 41° de 1958. Les scènes de décor du grand salon et du dernier bal sont également intéressantes.

## Synopsis

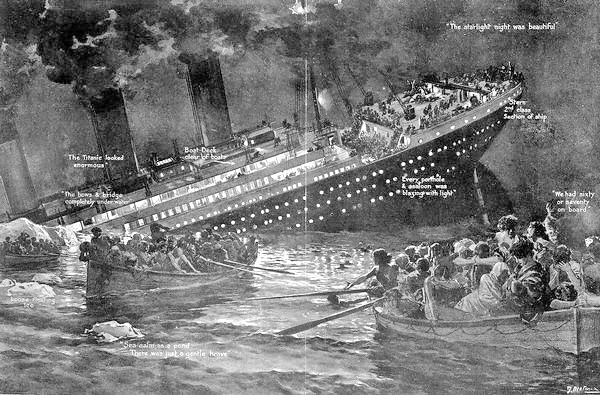
Le film romance fortement l'histoire du naufrage du Titanic.

La White Star Line, compagnie maritime britannique, connaît de graves soucis financiers à cause de la construction de son dernier navire, le Titanic. Pour garantir des profits importants, son président, Bruce Ismay, décide de lancer le navire à toute vitesse dans l'Atlantique Nord pour lui faire remporter le Ruban bleu au mépris de la sécurité des passagers. Il fait donc pression sur le capitaine pour l'inciter à augmenter la vitesse du paquebot. Seul le premier officier Petersen, un Allemand, critique ouvertement cette idée.
À bord se trouvent également de nombreux passagers : le milliardaire John Jacob Astor et son épouse, un lord ruiné, une jeune Danoise et la maîtresse d'Ismay, etc. Petersen tente notamment de faire séduire Ismay par Sigrid, la jeune Danoise, qui tombe par ailleurs amoureuse du lieutenant, pour le convaincre de ralentir la course du navire, sans succès.
Lorsque le Titanic heurte un iceberg, les riches passagers se comportent en lâches et se ruent vers les canots tandis que Petersen et les passagers de troisième classe se conduisent bravement. Ismay et Astor, notamment, usent de plusieurs stratagèmes pour tenter de trouver leur place dans une embarcation. À la fin, lorsqu'il n'y a plus de canots, le capitaine appelle chacun à tenter de sauver sa vie par ses propres moyens. Petersen persuade sa fiancée d'embarquer dans un canot, et parvient à sauver Ismay pour qu'il réponde de ses actes devant la justice. Lui-même n'est sauvé qu'au dernier moment. En effet, entendant les pleurs d'une enfant, il se lance à son secours et nage avec elle jusqu'à un canot, où il reconnaît Sigrid.
Lors du procès qui suit le naufrage, Petersen prononce un discours dénonçant Ismay ainsi que les méfaits du capitalisme britannique ; pourtant, le président de la White Star n'est pas sanctionné, et, à l'inverse, le lieutenant Petersen est blâmé.

## Fiche technique
Sauf mention contraire, cette fiche technique est établie à partir d'IMDb.
- Titre original : Titanic
- Réalisation : Herbert Selpin et Werner Klingler
- Scénario : Herbert Selpin et Walter Zerlett-Olfenius (de)
- Musique : Werner Eisbrenner
- Photographie : Friedl Behn-Grund
- Montage : Friedel Buckow
- Production : Willy Reiber (de) pour l’UFA
- Pays d'origine :  Reich allemand
- Langue originale : allemand
- Format : Noir et blanc - 1,37:1 - Mono - 35 mm
- Genre : Action, drame
- Durée : 85 minutes
- Dates de sortie :
  - Paris, Stockholm, Florence : 10 novembre 1943
  - Allemagne de l'Ouest : 7 février 1950
- Affiche : Jacques Bonneaud (France)

## Distribution
- Sybille Schmitz : Sigrid Olinsky
- Hans Nielsen : 1er officier Petersen
- Kirsten Heiberg : Gloria
- E.F. Fürbringer : Sir Bruce Ismay
- Karl Schönböck : John Jacob Astor IV
- Charlotte Thiele : Lady Astor
- Otto Wernicke : capitaine Edward John Smith
- Franz Schafheitlin : Henderson
- Sepp Rist : Jan
- Monika Burg : Heidi
- Charlotte Tiedemann-Klein : Luise, jeune mère

## Production

### Un tournage ambitieux et troublé

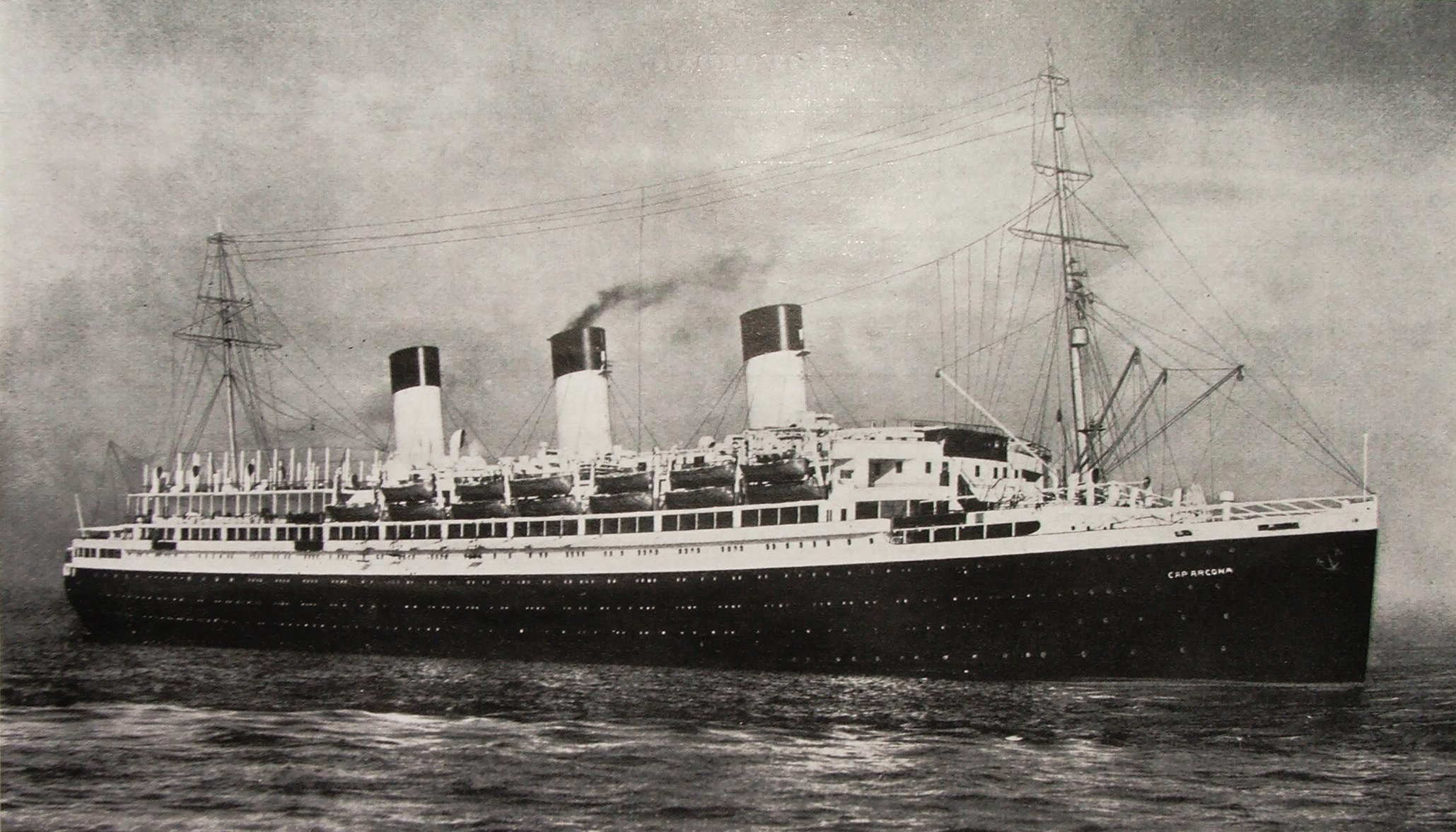
Le film a été tourné à bord du paquebot allemand Cap Arcona.

Le Titanic de 1943 est une des superproductions de propagande nazie voulues par Joseph Goebbels, aux côtés d'autres longs métrages tels que Les Aventures fantastiques du baron Münchhausen de Josef von Báky. Le tournage se déroule durant la Seconde Guerre mondiale, en 1942-1943, à Berlin dans les Studios UFA. Les prises de vues du navire en extérieur sont tournées sur le paquebot Cap Arcona, à l'époque réquisitionné comme baraquement flottant pour la Kriegsmarine. Par une certaine ironie du sort, ce navire connaît par la suite un destin encore plus tragique que celui du Titanic. En effet, en mai 1945, le paquebot est utilisé, avec deux autres navires, comme transport de déportés et bombardé le 3 mai par des avions de la Royal Air Force. Le naufrage fait un nombre de victimes incertain mais supérieur à 5 000, uniquement pour le Cap Arcona,.
Le film connaît un problème majeur en 1942 lorsque son réalisateur, Herbert Selpin se dispute avec le scénariste Walter Zerlett-Olfenius. Dans sa colère, il critique violemment l'armée en présence d'officiers de la marine allemande, s'emballant : « Ah, toi, avec tes soldats de merde, espèce de lieutenant de merde avec ton armée de merde, ! ». Arrêté le lendemain pour son comportement antipatriotique, il est retrouvé pendu avec ses bretelles dans sa cellule le 31 juillet 1942. Nombreux sont ceux cependant, suivant l'historien David Stewart Hull, qui considèrent que le suicide n'est que la couverture d'une exécution. Le tournage est terminé par Werner Klingler. Quant au scénariste, lorsque la nouvelle du suicide de Selpin parvient à l'équipe du film, plus personne n'accepte de lui parler. Joseph Goebbels est obligé de les menacer de subir le même sort pour que le tournage reprenne normalement. De même, la mention du nom de Selpin est prohibée.
Les studios où sont conservés les premiers exemplaires du film sont également détruits lors d'un bombardement, mais par chance, les négatifs sont alors stockés ailleurs, ce qui permet au film de survivre.

### Propagande et respect de l'histoire

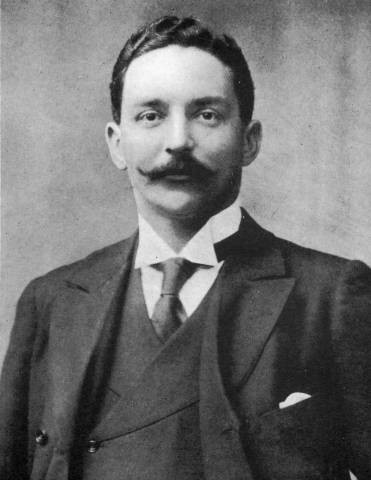
L'avarice de Bruce Ismay, propriétaire du navire, est selon le film le responsable du naufrage.

Le film, véritable charge anti-britannique, cherche à démontrer la responsabilité des financiers britanniques et américains dans le naufrage du Titanic et les 1 500 morts qui s'ensuivirent, à une époque où le Troisième Reich est aux prises avec le Royaume-Uni et les États-Unis,. Le film se clôt sur une condamnation sans nuance de l'avarice et de la cupidité des Anglais : « Les morts de 1 500 personnes restent impunies… Une condamnation éternelle de la quête du profit de l'Angleterre. »
Dans le film, le responsable de la catastrophe est le propriétaire de la compagnie Joseph Bruce Ismay, qui demande au capitaine de naviguer à toute vitesse à travers l'Atlantique pour remporter le célèbre Ruban bleu. Cependant, cette idée est fausse puisque le Titanic ne pouvait techniquement pas atteindre la vitesse de 27 nœuds nécessaire pour battre le record alors détenu par le Mauretania. Il est par ailleurs infirmé qu'Ismay ait cherché à influer sur la course du navire, à l'exception d'un éventuel essai de vitesse qui n'a pas eu lieu, le navire ayant coulé la veille. Ismay et son père avaient en réalité retiré la White Star Line de la fameuse course à la vitesse des années avant le naufrage.
De même, le personnage central est un officier allemand, le lieutenant Petersen, qui exerce la fonction de premier officier. Cette fonction était en réalité exercée par William McMaster Murdoch, et aucun Allemand n'appartenait à l'état-major du navire. L'historien Philippe Masson remarque dans son ouvrage Le Drame du Titanic que le comportement audacieux et héroïque de Petersen s'inspire fortement de celui du deuxième officier Lightoller. Au cours du naufrage, le lieutenant germanique a un comportement héroïque, s'étant déjà opposé à la vitesse du navire durant la traversée. Il organise le sauvetage des passagers de troisième classe. Il sauve une fillette enfermée dans sa cabine. Il sauve finalement Ismay pour que celui-ci réponde de ses crimes,.
De façon générale, les passagers britanniques sont présentés comme incompétents et avares, tandis que les Allemands sont les héros et les victimes du naufrage. Il s'agit en effet de présenter la supériorité de la « race allemande ». Ainsi, là où les Britanniques ne se fient qu'à la technologie, Petersen a gardé un certain contact avec la nature, de par sa crainte de la glace, notamment. De même, les valeurs familiales prônées par le Troisième Reich se retrouvent dans le film. Au couple formé par Sigrid et Petersen sont opposés des modèles britanniques réprouvés : Ismay voyage avec sa maîtresse et utilise les femmes à des fins vénales, tandis qu'Astor ne prend pas la peine de tenter de sauver son épouse, ce qui est par ailleurs inexact,.
Le film vante également le sens du sacrifice de la race aryenne par le biais des personnages de Sigrid et de Petersen, ainsi que par l'intermédiaire d'un couple de passagers allemands de troisième classe qui refuse de se séparer. La réutilisation de l'histoire est ici poussée à son paroxysme puisque cette histoire s'inspire d'un couple réel, les Straus, qui ont préféré mourir plutôt que de se séparer ; or, Isidor et Ida Straus étaient, comble de l'ironie, juifs,.

## Accueil

### Diffusion

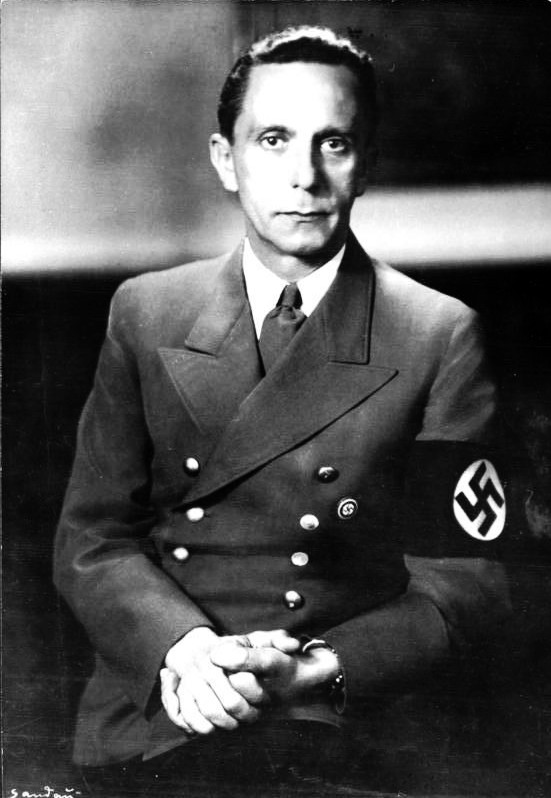
Joseph Goebbels, chargé de la propagande nazie, a jugé le film inadapté à la situation de l'Allemagne en 1943.

Le 30 avril 1943, Joseph Goebbels interdit sa projection dans les salles allemandes. Le pays est en effet bombardé quotidiennement par les avions de la Royal Air Force, et les scènes de panique ne sont, selon lui, pas aptes à remonter le moral de la population. De plus, pour des raisons inconnues, Goebbels a demandé que l'une des actrices du film, Jolly Bohnert, n'apparaisse plus jamais au cinéma. Par ailleurs, un article de la New German Review suggère que le film pourrait également contenir des éléments anti-nazis : le fait que certaines scènes dont le but propagandiste est évident n'aient aucune saveur est évoqué comme soutien de cette thèse, de même que le choix de certains acteurs. Sybille Schmitz a ainsi été qualifiée de « beauté étrangère », ce qui cadre mal avec la propagande pro-allemande. Le magazine considère enfin la tendance des héros allemands à se soulever contre les Britanniques comme un appel à la résistance.
Le film est en revanche projeté à Paris, Stockholm et Florence le 10 novembre 1943, puis aux Pays-Bas.
Le film est finalement projeté en République fédérale allemande en décembre 1949, mais est retiré des écrans dès mars 1950 à la suite de protestations britanniques. Il reste en revanche projeté en République démocratique allemande dans les années 1950, où il fait de très bonnes entrées. Le film a été édité en DVD par Kino Video en 2004,.

### Critiques
Le film ayant une histoire troublée, la plupart des critiques concernent son scénario jugé caricatural. Cependant, et bien que le film ait été peu diffusé à ses débuts, plusieurs critiques parfois positives ont été faites à son sujet. Le magazine Film de juin 1965 déclare qu'il s'agit de « cinéma très mal filmé », et s'attaque au jeu grotesque des personnages britanniques. En revanche, le rôle de Sybille Schmitz est apprécié, notamment son apparition dans le Grand Escalier que le magazine Hull qualifie de « plus grande apparition du cinéma ».

## Postérité
Si le film a généralement été perçu comme mauvais, certains éléments sont reconnus pour leur qualité. Ainsi, le cinéaste Roy Ward Baker a réutilisé des extraits des scènes de panique dans son film Atlantique, latitude 41°. Des images ont également été utilisées pour le court-métrage Telephone Time,.